# Caecina Decius Basilius
Caecina Decius Basilius (Flavius Basilius) war ein spätantiker römischer Politiker der zweiten Hälfte des 5. Jahrhunderts n. Chr.
Er war in den Jahren 458 und 463–465 praefectus praetorio Italiae, von 463 bis 465 auch Patricius. Im Jahre 463 bekleidete er gemeinsam mit Antoninus Messala Vivianus das Konsulat der Stadt Rom. Einer seiner Söhne war Caecina Decius Maximus Basilius, der 480 alleiniger Konsul war.